# Metrocephala
Metrocephala is een geslacht van wantsen uit de familie van de waterlopers (Hydrometridae). Het geslacht werd voor het eerst wetenschappelijk beschreven door Popov in 1996.

## Soorten
Het genus bevat de volgende soorten:

- Metrocephala anderseni Popov, 1996
- Metrocephala schaeferi Zettel & Heiss, 2011